# Двигателестроение России
Двигателестроение России — отрасль российского машиностроения, одна из наиболее высокотехнологичных отраслей российской промышленности.
Россия является крупным производителем двигателей внутреннего сгорания, газотурбинных, ракетных и электродвигателей. Выпускается широкий спектр двигателей для основных отраслей: производства колесной и гусеничной техники, авиастроения, судостроения, железнодорожной промышленности, энергетики, ракетно-космической техники, оборонной промышленности.
Крупнейшей российской компанией в области двигателестроения является «Объединённая двигателестроительная корпорация» (ОДК), которая консолидирует более 80 % активов в сфере российского газотурбинного двигателестроения. Корпорация Роскосмос контролирует активы в области ракетного двигателестроения. Активы в области изготовления двигателей внутреннего сгорания и электродвигателей не имеют выраженной консолидации и контролируются множеством частных компаний.

## История
В 2008 году был создан государственный двигателестроительный холдинг «Объединённая двигателестроительная корпорация» (ОДК).
В 2012 году в Ярославской области был открыт новый производственный комплекс по выпуску двигателей семейства ЯМЗ-530.
Начиная с 2014 года осуществляется курс на импортозамещение двигателей, производимых в западных странах и Украине. В частности, «ОДК» разворачивает выпуск вертолётных и судовых двигателей. В последние годы также расширяется импорт двигателей из Китая.
В 2014 году компания «Климов» осуществила запуск в Санкт-Петербурге нового производственного комплекса по серийному выпуску вертолётных двигателей.
4 сентября 2015 года в Калужской области состоялся запуск нового завода автоконцерна Volkswagen по выпуску автомобильных двигателей.
В апреле 2017 года в Рыбинске (Ярославская область) состоялся запуск нового сборочно-испытательного комплекса корабельных газотурбинных агрегатов.

## Двигатели внутреннего сгорания

### Автомобильное двигателестроение
В России существует крупная двигателестроительная промышленность, снабжающая двигателями внутреннего сгорания автомобильную промышленность России. Часть заводов унаследована от СССР, часть построена после его распада. Постсоветские заводы, построенные с нуля, являются локализацией производства иностранных компаний.
| Название     | Расположение          | Год запуска | Владелец           | Деятельность  | Мощность                        | Закрыт (Остановлен) | Примечание |
| ------------ | --------------------- | ----------- | ------------------ | ------------- | ------------------------------- | ------------------- | ---------- |
| ЯМЗ          | Ярославль             | 1916        | Группа ГАЗ         | Дизели        |                                 | -                   |            |
| УДМЗ         | Екатеринбург          | 1941        | Группа Синара      | Дизели        | ?                               | -                   |            |
| УМЗ          | Ульяновск             | 1944        | Группа ГАЗ         | Двигатели     | ?                               | -                   |            |
| ВМТЗ         | Владимир              | 1945        | -                  | Дизели        | ?                               | 2018                |            |
| АМЗ          | Барнаул               | 1955        | Тракторные заводы  | Дизели        | ?                               | -                   |            |
| ЗМЗ          | Нижегородская область | 1959        | Соллерс            | Двигатели     | 251 тыс. (2007)                 | -                   |            |
| ВАЗ          | Самарская область     | 1970        | ФГУП «НАМИ» Ростех | Двигатели КПП | 1 млн двигателей (проект, 2016) | -                   |            |
| ТМЗ          | Ярославская область   | 1973        | ?                  | Дизели КПП    | ?                               | -                   |            |
| КамАЗ        | Татарстан             | 1974        | Ростех             | Дизели        | 100 тыс. (проект, 1993)         | -                   |            |
| Cummins      | Татарстан             | 2006        | Cummins+КамАЗ      | Дизели        | 35 тыс. (проект)                | (2022)              |            |
| Volkswagen   | Калуга                | 2015        | Volkswagen         | Двигатели     | 161 тыс. (2018)                 | (2022)              |            |
| Ford Sollers | Татарстан             | 2015        | Соллерс+Ford       | Двигатели     | 100 тыс. (проект)               | (2019)              |            |
| Mazda        | Владивосток           | 2018        | Соллерс+Mazda      | Двигатели     | 50 тыс. (проект)                | (2022)              |            |
| Hyundai      | Санкт-Петербург       | 2021        | Hyundai            | Двигатели     | 240 тыс. (проект)               | (2022)              |            |
| Haval        | Тульская область      | 2024        | Great Wall Motors  | Двигатели     | 80 тыс. (план)                  | -                   |            |

- С 2013 года Daimler собирает свои двигатели к своим автомобилям на мощностях ЯМЗ.
- С 2013 года Renault собирает свои двигатели на территории ВАЗ, проектная мощность линии 300 тыс./год[9].

### Судовое двигателестроение
В России развито производство судовых энергетических установок на основе дизельных двигателей большой размерности. Диапазон агрегатных мощностей от 11 до 1748 кВт покрывается 29 типоразмерами дизелей 96 модификаций, из которых нашли наибольшее распространение российские двигатели 6-12 Ч(Н) 15/18, 6-8 ЧН 18/22, 12 ЧНСП 18/20; 2-4 Ч 10,5/13; 6 Ч(Н) 12/14; 6 ЧН 24/36 и 6 ЧРН 36/45.
На военных кораблях и подводных лодках российской постройки широко применяются главные дизели семейства Д49 Коломенского завода и дизели завода «Звезда».
Также выпуск судовых дизелей в различных мощностных диапазонах могут осуществлять:
- «Дагдизель» (город Каспийск);
- «Автодизель» (Ярославский моторный завод);
- «Тутаевский моторный завод»;
- «Уральский дизель-моторный завод»;
- «ПФК Тверьдизельагрегат»;
- Барнаултрансмаш;
- РУМО (Нижний Новгород);
- «Пензадизельмаш».
- Брянский машиностроительный завод.
- Волгодизельмаш (Балаково, ранее «Волжский дизель имени Маминых» и «Машиностроительный завод им. Дзержинского»)[13].

Завод «Русский дизель» не пережил экономических трудностей распада СССР и был ликвидирован; преемником его линейки дизелей стал Кингисеппский машиностроительный завод. Также ликвидирован Хабаровский дизелестроительный завод «Дальдизель».

### Производство двигателей для локомотивов
Предприятия:
- Пензадизельмаш — дизельные двигатели для тепловозов;
- Уральский дизель-моторный завод — тепловозные двигатели;
- Коломенский завод — дизельные двигатели.

### Танковое двигателестроение
Танковое двигателестроение (производство двигателей для БТТ) и пр.
- Челябинский тракторный завод — дизельные двигатели;
  - ГСКБ Трансдизель — КБ по разработке дизельных двигателей.

### Авиационное двигателестроение
Двигатели внутреннего сгорания получили распространение в лёгкой и сверхлёгкой авиации в силу относительной дешевизны в сравнении с газотурбинными двигателями.
По состоянию на 2015 год в России отсутствовало производство поршневых авиационных двигателей. 

Существует ряд направлений развития отрасли поршневых авиадвигателей, например, локализация двигателя RED A03, создание авиационной версии двигателя от автомобилей Aurus (проекта «Кортеж») (АПД-500, разработки ЦИАМ; испытан осенью 2021 года);
двигатели компании «Агат» — авиационными поршневыми двигателями малой мощности занимается компания «Агат»[где?] и Центральный институт авиационного моторостроения (ЦИАМ) (так, они создали для беспилотника «Орион» двигатель АПД-110/120 мощностью 120 л. с.).
2020-е: создание и подготовка к производству, в рамках импортозамещения, ряда новых двигателей, как самолётных (ТВ7-117СТ-01/02, ПД-14, ПД-8), так и вертолётных (ВК-650В, ВК-1600В)

### Другие отрасли
Предприятия:
- Уральский моторный завод, УМЗ (Екатеринбург, с 2008 г., ранее «Турбомоторный завод», ТМЗ[20]) — дизельные двигатели буровых установок.
- Белгородский моторный завод[21] — сельскохозяйственные дизельные двигатели (Белгород);

## Газотурбинные двигатели

### Авиационное двигателестроение
Газотурбинные авиадвигатели в турбовальном (в приводом на воздушный винт) и турбореактивном вариантах являются основой современной авиации за исключением легких и сверхлегких машин. Россия владеет полным спектром технологий разработки и производства современных авиадвигателей.
- Международная ассоциация Союз авиационного двигателестроения (АССАД[22]; президент — Виктор Чуйко)
- Международный форум двигателестроения (МФД)[23][24]

Крупные двигателестроительные компании:
- Объединённая двигателестроительная корпорация
  - АО «НПО Сатурн» — авиационные двигатели
  - АО «Климов» — двигатели для самолётов и вертолётов
  - АО «Пермский моторный завод» — авиадвигатели для гражданской авиации
  - АО «Московское машиностроительное предприятие имени В. В. Чернышёва» — авиационные двигатели
  - АО «Кузнецов» — авиационные двигатели и ракетные двигатели
  - АО «НПП Мотор»[25] (г. Уфа) — одно из ведущих ОКБ по разработке авиационных двигателей
  - АО «Уфимское моторостроительное производственное объединение» — газотурбинные двигатели для военной авиации
  - АО «Авиадвигатель» — газотурбинные двигатели для авиации
  - ОДК — Газовые турбины (г. Рыбинск)
  - АО «ОДК-СТАР» (г. Пермь) — системы автоматического управления двигателей самолётов и промышленных двигателей[источник не указан 2232 дня]
- НПЦ газотурбостроения «Салют» (Москва) — авиационные двигатели
- Тюменские моторостроители (также двигатели для ракетного оружия)
- Казанское моторостроительное производственное объединение — газотурбинные двигатели и газоперекачивающие агрегаты.

К концу 2010-х был создан турбовальный двигатель ТВ7-117, разновидности которого будут применяться в качестве силовой установки самолётов и вертолётов (напр, будет устанавливаться на возобновлённом Ил-114).
В 2019 году авиастроительная корпорация «Иркут» получила два первых перспективных отечественных двигателя ПД-14 (это первый разработанный и созданный промышленностью двигатель для гражданской авиации со времён СССР); также начато серийное производство двигателя «первого этапа» для истребителя нового поколения Су-57.
Турбовальные двигатели
турбовальные двигатели для вертолётов, разрабатываемые в ОДК: РД-600В производства НПО «Сатурн»; создаются ВК-1600В (1400 л. с.; для замены французских Ardiden 3G (на текущий момент в стране не существует российского двигателя такой размерности, будет задействован в Ка-62) и ВК-650В (для машин с взлётной массой до 4 тонн; будет устанавливаться в вертолёты «Ансат».

### Газоперекачивающие агрегаты
В России существует разветвленная сеть газопроводов, оснащенных большим количеством газоперекачивающих агрегатов. Как правило их приводят в действие газовые турбины, аналогичные по мощностям авиационным турбореактивным двигателям.
- Казанское моторостроительное производственное объединение — газотурбинные двигатели и газоперекачивающие агрегаты.

### Корабельное двигателестроение
Ряд скоростных военных кораблей выпускается с применением газотурбинных силовых установок. Исторически со времен СССР их делали на предприятии Зоря — Машпроект, располагавшемся на территории Украинской ССР. До 2014 года Россия закупала их у Украины. Однако санкции в связи с украинскими событиями 2014 года остановили поставки, ряд заложенных на стапелях кораблей оказались без силовых установок. Россия была вынуждена создать собственное производство корабельных газотурбинных силовых установок на основе ОДК-Сатурн (город Рыбинск). На 2018 год создана линейка морских газотурбинных двигателей мощностью от 7 до 27 тыс. л. с., которая в краткосрочной и среднесрочной перспективе закрывает потребности флота в газотурбинных двигателях для всех эксплуатирующихся, строящихся и перспективных кораблей различных классов.

### Турбины для электроэнергетики
В СССР энергетическое турбостроение было развито слабо: малыми сериями выпускались турбины низкой мощности, турбины высокой мощности выпускались штучно.
В Российской Федерации до 2014 года особых усилий к освоению технологий мощных энергетических газовых турбин не предпринимали, известна лишь многолетняя эпопея с попыткой довести до ума ГТД-110.
В 2014 году против России вводятся секторальные технологические санкции, затрагивающие область энергетики. В частности, в 2017 году получил известность скандал вокруг поставки энергетических турбин «Сименс» в Крым.
В 2015 году Правительство РФ принимает Постановление № 719 «О подтверждении производства промышленной продукции на территории Российской Федерации», в котором говорится, что локализация по энергетическим турбинам и их комплектующим с 2021 года должна составить не менее 90 %. Российскому производителю должны принадлежать права на технологию, включая методики, ноу-хау и патенты, права на конструкторскую и техническую документацию, которая должна храниться в России; также, в России должно находиться испытательное оборудование для узлов горячего тракта, должен быть локализован сервисный центр. В противном случае производитель не сможет участвовать в поставке турбин на ТЭС в рамах государственной программы модернизации теплоэнергетики РФ суммарной мощностью 41 ГВт. 

На 2020 год предприятие «Сименс технологии газовых турбин» в Санкт-Петербурге, выпускающее турбины Siemens в России с 2015 года, достигло локализации 60 %. Предполагаемая локализация совместного предприятия Интер РАО и General Electric в Рыбинске («Русские газовые турбины», работает с 2014 года) — 55 %.
В 2018 году для обеспечения энергобезопасности и энергонезависимости страны правительством РФ было принято решение о воссоздании отечественного производства газовых турбин. 

Турбины ГТД-110М производства НПО «Сатурн» в 2019 году приступили к опытно-промышленной эксплуатации, а в январе 2023 года запущены в серийное производство. 

Газовые турбины ГТЭ-65 и ГТЭ-170 разрабатываются петербургским АО «Силовые машины»; газовая турбина большой мощности ГТЭ-170.1 первой в России получила статус инновационного энергетического оборудования. Планируется, что первые образцы ГТЭ-170 будут запущены в опытно-промышленную эксплуатацию в 2022—2023 гг., а ГТЭ-65 — с 2024 г.

## Паровые турбины
В России производятся паровые турбины для тепловой и атомной энергетики, а также атомных судовых энергоустановок.
- Силовые машины:
  - Калужский турбинный завод
  - Завод турбинных лопаток
  - Ленинградский металлический завод
- Уральский турбинный завод
- Киров-Энергомаш, подразделение Кировского завода

## Ракетные двигатели
Ракетное двигателестроение (производство двигателей для ракетной техники) России — крупная отрасль российского двигателестроения. Россия является крупным производителем двигателей для ракет космического, стратегического и тактического назначения.
Основным потребителем продукции отрасли является российское ракетостроение, значительная часть двигателей отправляется на экспорт.
Компании - производители ракетных двигателей:
- НПО «Энергомаш» имени академика В. П. Глушко (жидкостные двигатели для ракет-носителей)
- Государственный космический научно-производственный центр имени М. В. Хруничева
  - Конструкторское бюро химавтоматики (жидкостные двигатели)
  - Воронежский механический завод (жидкостные двигатели)
  - Протон-ПМ (жидкостные двигатели)[источник не указан 2232 дня]
- Объединённая двигателестроительная корпорация
  - «Кузнецов» (жидкостные двигатели)
  - НПО «Сатурн» (двигатели для крылатых ракет)
- НПО «Искра» (твёрдотопливные двигатели)

К середине 2019 года в России будет создан холдинг космического двигателестроения; главная цель создания организации — снижение издержек при разработке новых ракетных двигателей. Планируемый (реализация в 2019—2027 гг.) Воронежский центр ракетного двигателестроения (ВЦРД) на базе КБХА.

## Электродвигатели
В России работает ряд заводов производства электродвигателей; некоторые из них объединены в рамках концернов Русэлпром и Росэнергомаш.
- Сафоновский электромашиностроительный завод
- Электросила (завод)
- Ярославский электромашиностроительный завод
- Уфимское агрегатное производственное объединение
- «Лепсе»
- Сарапульский электрогенераторный завод и Аэроэлектромаш — специализируются на бортовом авиационном электрооборудовании.
- Московский прожекторный завод
- Элсиб (Новосибирск)
- В 2018 году открыт новый завод электродвигателей «Русские электрические двигатели» на территории челябинского индустриального парка «Станкомаш»[41].
- «Сименс Электропривод»[42].
- Лысьвенский завод тяжелого электрического машиностроения «Привод».
- Новочеркасский электровозостроительный завод — тяговые электродвигатели для пассажирских и грузовых тепловозов;
- Фиолент (завод) — электроинструмент.

В 2017 году в России произведено 1,7 млн электродвигателей.
АТД1000 — первый отечественный асинхронный тяговый двигатель; разработан к 2022 г. компаниями «Тяговые компоненты» (входит в «Синару») и «Русские электрические двигатели» (РЭД, входит в «Транснефть»).
Импорт электродвигателей достиг 880 млн долларов; основные поставщики: Китай, Италия и Германия. 

Экспорт электродвигателей достиг 193 млн долларов; основные покупатели Белоруссия и Казахстан.